# 丘の家のミッキー
『丘の家のミッキー』（おかのいえのミッキー）は、久美沙織による日本の少女小説。本項ではクロスオーバーである『聖嘉津緒戦争』（せいかつおせんそう）も記述する。

## 作品解説
第1作となる表題作は1984年に集英社文庫コバルトシリーズ（集英社）から出版され、以後1年に2作のペースで第10作までが出版された。通称「おかみき」。挿絵担当のめるへんめーかーによって1巻相当の内容が白泉社から漫画化されているほか、関連書籍がコバルトシリーズから2冊出版されている）。
本作は大人気となり、作品発表当初から実写化やアニメ化の提案が出版社に多く寄せられた。しかし、小説の文体から醸される繊細な世界観を愛するファンから反対の声が多くあがったという。何より原作者の久美沙織がファンの意見を尊重したことに加え、「どんな演出であっても限られた時間内、制約のある映像の世界では、きっと表現しきれない。また、映像化されてしまえば、イメージが固定されてしまう恐れがあるし、その時点で時間が止まって風化してしまいそうだから。何よりも私自身が見たくない」と首を縦に振らなかったため、未だ映像化には至っていない。しかし、2020年1月に作者の久美が自身のTwitterで「宣伝。きんどるあんりみてっどで読めます！アニメ化どうっすかー。」と投稿した。
2001年、コバルト文庫より新装版が発売。挿絵はめるへんめーかーに替わり竹岡美穂が担当。新装版が巻末には1980年代の時代背景とその内容と意図を解説する追記ページが設けられてた。
2014年に電子書籍として新装版をベースに1巻が発売。挿絵は再びめるへんめーかーとなり、巻末に久美沙織とめるへんめーかーの対談が追加されている。

## ストーリー
主人公である浅葉未来（あさば みく）は、東京都心にあるカトリック系の超お嬢様学校『私立 華雅学園』の中等部の生徒。周囲からは洗礼名である“ミシェール”と呼ばれている。この学園には、家柄・住居の場所・保護者の職業など、一般に一流のセレブと言われる条件を兼ね備えた者のみが選りすぐられ、籍を置くことが許される「ソロリティー」という社交クラブが存在している。未来は幼なじみの琴子（通称：トコ）と共にソロリティーに所属していることが誇りである。また、クラブの代表である上級生の麗美に崇拝にも近い憧れを抱いている。
温室のような学校で何不自由なく学園生活を送っていた中等部3年の4月の末、未来に青天の霹靂が訪れた。父・譲吉が現在の住まいのある千代田区三番町のマンションを手放し、神奈川県の葉山の近くに、海に面した広い庭付きの一戸建てを購入、一家で引越すと宣言したのである。父の長年の夢だったという。しかし、未来は大反対。華雅学園には通学距離の制限があり、中等部の生徒は通学に掛かる時間制限もされていたためだ。また、通学圏内であり、親戚宅であっても、肉親以外の家庭に身を寄せての通学も認められておらず、未来は転校を余儀なくされることになった。転校先は、新居から程近い『私立 森戸南女学館』という中高一貫の女子校であった。
転校初日から、それまでの生活や学校内での振舞いの違いにカルチャーショックを覚え酷く落胆する。暫く立ち直れない日々が続いたが、気風の良い同級生・西在家麗（にしざいけ うらら）と親しくなり、クラスにも馴染んできた。しかし、父とはまだギクシャクしたままで素直に会話が出来ない。
そんなある日、父は近くに住む高校生たちに、家の桟橋と船小屋を小さなヨット・ディンギーのベースとして提供する。その高校生の中の一人に、麗の兄・朱海（あけみ）がいた。人当たりが良く爽やかな美少年の朱海は気さくに未来に話しかけるが、女子校育ちで同世代の異性と話をしたことがない未来は戸惑ってしまう。それでもディンギーを接点として顔を合わせる時間を重ね、徐々に打ち解けていく2人。メンテナンスを施されたヨットに朱海は未来の名前から“ミッキー”と名付けた。以来、未来のことを朱海は「未来ちゃん」と呼ぶが、麗は「ミッキー」と呼び始め、伝播するように森戸南の友人もミッキーと呼び始めた。
ソロリティーの仲間も遊びに来たディンギーの進水式の日。未来は、ミシェールと呼ばれる自分とミッキーと呼ばれる自分、どちらも自分であることに変わりはないのだと気付く。また、この葉山の家は未来が幼い頃に夢見ていたものであったこと、“それを叶えることが長年の夢だった”父の優しさに気付くのだった。

## 登場人物

### 浅葉家
浅葉 未来（あさば みく）
本作の主人公。初登場時は私立女子校・華雅学園中等部の3年生在籍。3月21日生まれ。華雅学園での呼び名は洗礼名から「ミシェール」。森戸南女学館では名前を捩り「ミッキー」と呼ばれる。おば・さえらの勧めで幼稚舎から華雅学園に通う箱入り娘で、世間知らずの「お嬢様」育ち。思い込みが激しく融通が利かない面や我儘な一面も垣間見える。また、周囲の人間が向ける悪意や好意に鈍く、朱海が好意を寄せていることに気づいていないため、たびたび麗をやきもきさせる。引越しを機に、それまでの“井の中の蛙”的な考え方では世の中の様々な状況に溶け込めないことを身をもって知る。うららを始め朱海らに手を引かれ、少しずつ色々なことに挑戦して経験を重ね、視野を広げていく。
当初「高等部から華雅に戻る」つもりで、受験勉強に励み、外部生として受験。見事満点で合格するも、ある事件から入学を辞退し、三次試験を受けて森戸南の高等部に進学。
浅葉 譲吉（あさば じょうきち）
未来の父。某銀行の六本木支店長。長野県出身で昭和10年頃生まれ。太陽族に憧れていた世代である。千代田区三番町のマンションを売って、堺惟（葉山と横須賀の境の海沿いにあるという架空の地名）にある大学時代の先輩の家を譲り受け、引っ越すことを決意した。頼りがいのある紳士。一人娘の未来を溺愛しているが、思春期を迎えた愛娘の扱いに些か戸惑っている。
浅葉 英子（あさば えいこ）
未来の母。譲吉より5歳ほど年下。有楽町のカフェーで出会い、恋愛結婚。結婚当初はポパイのヒロイン・“オリーブ”と同じウエストサイズ（54cm）が自慢だった。女学校を卒業して世間に出ることなく家庭に入り専業主婦になった。未来の箱入り娘の原点は母の教育と、学園生活の両方から培われたものである。
羅士丸（らしまる）
「庭付きの家で犬を飼う」ことが夢だった譲吉が、引っ越して早々に譲り受けてきたダルメシアンの子犬。名犬ラッシーのように忠実で賢い犬になって欲しいと、その名にあやかって“ラッシー”と命名。しかし、未来からは「ありきたり」と却下され、“羅士丸”と改名されてしまった（但し、譲吉は頑なに“ラッシー”と呼び、英子も従って同様に呼んでいる）。朱海には「らし君」と呼ばれる。
エリカのヨークシャーテリア「レディ」につられ、誘拐されたことがある。

### 西在家々
西在家 麗（にしざいけ うらら）
森戸南女学館で未来の友人となる。作中ではある理由から「うらら」とひらがな表記される。香道の家元、西在家当代の令嬢。四女。ショートカットが似合うボーイッシュな少女。おてんばで活発。いつも健康的に日焼けしている。西在家の中ではその肌と活発振りから“ウリ坊”と呼ばれることが多い。
麗美たちの伝説の先輩・七代目華雅御前でもある西在家香織の妹で、華雅学園についての知識はあるが、自分には向いていないことを自覚している。また、現在の家に引っ越す前、華雅学園の幼稚舎入園試験に合格しているが、ある事情から辞退した。未来を“ミッキー”と呼び始めた最初の人物。
西在家 朱海（にしざいけ あけみ）
麗の兄。鎌倉にある御成学院高校の2年生。宝珠流香道の家元の次期後継者で、17歳の誕生日（10月9日）に免許皆伝を拝し、若宗匠となる。良家の御曹司であり、性格も快活で明朗な上に精悍な容姿であるゆえ、森戸南では「不可侵条約松の上」とされる「憧れの君」的な存在。西在家の中では“みー君”と呼ばれることも。バイクを所持している。
友人たちと念願のヨットを手に入れたものの、繋留場所について考えあぐねていたところ未来の父と会い、未来の家の船着き場にヨットを置かせて貰えることになった。その縁もあり、未来とは頻繁に顔を合わせるようになる。以来、周囲の人間には微笑ましく映るほど、未来にアタックしているのだが、鈍感な未来にはなかなか気づいてもらえなかった。
終盤では、国内の大学ではなく、海外の大学に2年間留学するつもりで、TOEFLの勉強を始める予定。
西在家 香織（にしざいけ かおり）
西在家々長女。かつて華雅学園に通学しており、その妖しく美しい容姿から七代目華雅御前の名を欲しいままにした伝説的存在。高等部在学中に「西 さやか」のペンネームで少女小説家としてデビューしたものの、ある事情で卒業直前に自主退学（その後、内密に卒業したことになっている）。同業の久米かおりを「香織」の名がペンネームに使えなかった経緯、及びある事件からライバル視している。
身内以外の異性を見るとすぐに恋をしてしまう悪癖を持つ。
ひとり暮らしをしているが、執筆に行き詰りスランプに陥ると葉山の実家に戻り、庭の片隅に建つ蔵（改装済み）に籠って自主的カンヅメの状況を作る。度々、未来と同じ年頃の小熊辰子を付き人として従えている。
西在家 毬（にしざいけ まり）
西在家々三女。大学生。東京でひとり暮らしをしている。他人に化粧や着せ替えするのが趣味で、未来をいたく可愛がっている。
西在家 杠隹（にしざいけ こうさい）
宝珠院流香道第十三代家元。西在家当主。朱海たちの父。
西在家 茜（にしざいけ　あかね）
朱海たちの母。気丈でしっかり者。金沢出身で加賀友禅を扱う大店のお嬢さんだった。
岸田（きしだ）
第2巻より登場。下の名は不明。無事故無違反三十年を誇る、西在家々お抱え運転手。

### 森戸南女学館
杉田 月子（すぎた つきこ）
森戸南女学館で未来に最初にできた友人。あだ名は「杉丸」。トコが未来を「ミシェール」と呼んだことが「素敵」に映った。それ以来、仲間内に「ミッキー」が定着したのちも、トコに倣って「ミシェール」と呼び続ける。
メルヘンチックな性格で、当初麗に憧れていたが、未来の家で加奈子と知り合い、美しい容姿や所作に憧れを抱く。加奈子ともっと「お近づき」になるべく、華雅学園高等部入学を目指して猛勉強を開始し、合格する。
植田 美土里（うえだ みどり）
未来のクラスメート。不良っぽいが、ツル先生を慕っている。
加田 いつ子（かだ いつこ）、小西 真佐子（こにし まさこ）、佐野 いずみ（さの いずみ）、橋本 悦子（はしもと えつこ）
未来のクラスメートの中でも、美土里を含め他クラスから「ちょっとヤバい」と思われている面々。だが、未来は「そんなに悪い人達じゃない」と評価している。
菅原 稲子（すがわら いねこ）
高等部所属。森戸南の「朱海さま親衛隊」の隊長的存在。長い黒髪が美しい少女であるが、日本刀のようなオーラを放つ。朱海と親しい未来を快く思っていなかったが、未来のある発言から心境の変化を見せ、未来を認めるようになった。「手紙」を「文（ふみ）」というなど、やや古風な言葉遣いが特徴だが、根はややメルヘンチック。物事を全て1人で片付けようとする癖がある。名前のみ作者の本名に由来。
短編『稲子さま in ブルー』にて、小学校転入当初の朱海の同級生だったことが判明。以来、やや距離を置いた友人関係。朱海や洋太郎など、既に相手がいる異性に惚れる、報われぬ恋をしてしまう傾向がある。
腕っ節も強く、高校編では未来を護るために大立ち回りを演じた。
小熊 辰子（おぐま たつこ）
中学編では3のAの生徒。ほとんど登校せず、植田他、森戸南中の不良から一目置かれる太っ腹な少女。麻雀の腕もたつ。第4巻の描写から、組関係とも関わり合いがあるらしい。
実はとある経緯から、スケジュール調整から原稿料の交渉まで「西さやか」の面倒を見る付き人的存在。
鶴橋 晃司（つるはし こうじ）
森戸南中等部での未来の担任（3のC）。通称は「ツル先生」。独身を自称しているが、実は既婚者で一児の父。妻は西在家々の次女。
岩田和平（いわた わへい）
森戸南高等部での未来の担任（1のE）。超能力やオカルト趣味に凝った変人と噂され、奇行も多い。既婚者。通称は「ワッペー」。
桐村奈由里（きりむら なゆり）
第7巻より登場。未来のクラスメイト。未亡人かつ複雑な事情を持った登校拒否生徒であり、未来は彼女を軸とするかなり危ない事件に巻き込まれて行く。高校編のキー的キャラ。
毛利しずか（もうり しずか）、毛利みづき（もうり みづき）
第7巻より登場。留年生。超能力少女と噂される双子の姉妹で外見は瓜二つ。神秘的な雰囲気をまとった少女。しずかは未来のクラスメイトで、岩田の秘書的な役割を担う。
東 一枝（あずま かずえ）、富田 亮子（とみた りょうこ）、村上 美樹（むらかみ みき）
高校編での未来のクラスメート。中等部では3のA組だった。

### 華雅学園
小堀 麗美（こぼり れみ）
未来が憧れている上級生。華雅学園高等部3年生。ソロリティーの会長。ショートカットが似合う大人びた容姿、優雅で凛とした立ち居振る舞いから女生徒たちが憧れる“お姉さま”的存在。浮世離れした温室のような華雅学園で安穏と過ごし、世の荒波を知らないまま家庭に入る生徒（先輩）が多いことに疑問を抱いている。自分も今まではそれが当たり前だと思っていたが、このままではいけないのだと決意し、内部進学ではなく他の大学の一般入試を受験するつもりでいる（のちに、推薦入試で4年制大学の仏文科へ進学を決めた）。
バイオリニストの姉がいる。
麗と朱海の姉・香織の4年後輩にあたり、香織が七代目華雅御前と呼ばれていた在学中のことを覚えていた。
千葉 加奈子（ちば かなこ）
華雅学園高等部3年生。麗美との付き合いが長いソロリティーの一員。トコが憧れている上級生である。ディンギーの進水式以来、杉丸も加奈子の虜になった。
逆井 琴子（さかい ことこ）
未来の幼なじみで親友。あだ名は「トコ」。実家は神田多町の寿司屋。家は店のすぐ裏手で、典型的な日本家屋だが、自室は洋風に改造している。親の大反対に遭い、洗礼は受けていない。未来の家で杉丸と知り合い、友人関係に。
メルヘンチックな性格だが、きちんと現実を見ている。少女小説家の久米かおりと西さやかの小説を愛読する“おきゃん”な素振りも見せる少女。
池貝 有希子（いけがい ゆきこ）
華雅学園中等部3年生。麗美に憧れる少女。麗美に気に入られている未来を一方的にライバル視している。麗美の遠い親戚で、嘉津緒町にも親戚がいる。
岩館 笙子（いわだて しょうこ）
第5巻より登場。公立中学から華雅学園高等部に進学した少女。ショートヘアで眼鏡をかけている。入試で未来と同じ教室になった縁から友人になる。満点で合格した1人。
誕生時、「笙」の字が人名用漢字として認められていなかったため戸籍名は「生子」となっている。

### 御成学院
五木田 一穂（いつきだ かずほ）、小原 尚志（おはら たかし）
朱海の同級生で、ヨット仲間。一穂はトコに一目惚れしたらしいが、口下手なのもあって告白に至っていない。
バート
第2巻より登場。西在家々にホームスティするハーフの青年。御成学院高校の交換留学生である。熱狂的な原節子のファンであるため、縁の深いとされる鎌倉を留学先に選び、来日した。「バート」は通称で「バーソロミュー」が正式な名。

### その他
鈴原 みづゑ（すずはら みづえ）
麗、朱海の親戚。フェリシア女学院に通う18歳。朱海のことを「若」と呼び、中学生の頃から恋をしている（幼い麗の策略が原因でもある）。そのため、朱海の想い人である未来を目の敵にしている節がある。年齢以上に大人びて見える少女。父親は宝珠流香道の専務を務めている。
ウィンドサーフィンやヨット（ただし、「ミッキー」より新しい型の艇）も嗜む。
鶴橋 志乃（つるはし しの）
西在家々の次女で、ツル先生の奥方。息子の名は亀太郎（かめたろう）。
内田（うちだ）
第3巻に登場。浅葉家を取材に来たフリーディレクター。方言の混ざった変な言葉遣いが特徴。原節子と面会させると偽り、バートを騙す。
ノリコ
第3巻に登場。稲村ヶ崎に住む本名不詳の老婦人。内田に頼まれ、原節子の代役を演じた。
人見 泰弘（ひとみ やすひろ）
第5巻に登場。シャノアールの主。ヨットでのみづゑのコーチ兼パートナーだが、浅葉家でトラブルを起こす。
久米 かおり（くめ かおり）
人気少女小説家。毒舌家ではあるが小説には真剣に取り組んでおり、腰掛け気分のお嬢様であると「西さやか」の執筆姿勢を批判する。
作者曰く「作家としての西と久米はどちらも作者の分身で、久米が理性、西が感情」とのこと。
桐村兵庫（きりむら ひょうご）
故人。奈由里の夫。ツル先生の遠い親戚であるらしい。
桐村 洋太郎（きりむら ようたろう）
第8巻より登場。桐村兵庫の弟。つまり奈由里の義理の弟。暴走族で極道にも一目置かれている。
桐村慎吾（きりむら しんご）
桐村兵庫と奈由里の息子。幼児。
大志田 千佳恵（おおしだ ちかえ）
第8巻より登場。奈由里の妹。しっかり者で慎吾のお守り他、家事手伝いをこなす。秀瑛会の信者なので勧誘熱心。
華蓮院 龍蘭（けれんいん りゅうらん）
岩田の妻だが、本編には名前のみ登場。守護霊を見る事が出来るらしい。毛利姉妹の師匠的存在。名は占い師的な芸名だと思われる。
大門（だいもん）、権藤（ごんどう）
9巻より登場。極道。洋太郎の兄貴分。権藤は大門の舎弟。
エリカ
9巻より登場。大門の情婦。未来に愛犬「レディ」を託す。奈由里とも親しい。
ケイ、ゆう
第9巻に登場。暴走族で奈由里の舎弟。羅士丸誘拐犯。ヤキを入れるため、未来らを拉致する。

## 用語
華雅学園（かががくえん）
四ツ谷・紀尾井町にある、名門のカソリック系私立女子校。校章は「聖なる盾と百合」。
幼稚舎から大学まで、ほぼエスカレーター式に進学できるが、その過程で校風に合わないと判断された生徒はふるいにかけられていく。
四ツ谷近辺（三番町・神田多町など）に在住している生徒で、様々な条件を満たす者に限り、中等部・高等部合同の社交クラブ「ソロリティー」への参加が認められる。
学習範囲は公立のそれを大きく上回る。また、作法・礼法の時間やフランス語の選択科目がある。学園祭は招待状がなければ、父兄ですら入れない。
生徒は誇りとともに華雅エンヌを自称することがある。
森戸南女学館（もりとみなみじょがくかん）
未来の編入先。葉山にある女子校。中等部と高等部がある。教頭と華雅の校長が知り合いらしい。
御成学院高校（おなりがくいんこうこう）
朱海らが通う、鎌倉の仏教系男子校。お寺の子息が多く、学園祭には実家のツテを使ってテキ屋から機材を借りて縁日のような模擬店を開く。
ミッキー
朱海らが近所に住む南部老人から貰い受けた、ディンギーと呼ばれる2人乗りの小型ヨット。ハル（船体）が木造の旧式で最近のものと比べると重い。レモンイエローで塗装されている。放置されていた未来の家のボートハウスや桟橋とともに修理し、麗や未来も加わった5人で練習していたのだが、ある事件で大破。船名は未来のニックネームに由来。未来との混同を避けるためか、作中では『ミッキー』と表記される。
エンチラーダ
南部老人の息子、雄作の所有艇。フライング・ダッチ・マン級の純白なヨット。ヨット大会の練習用に未来達へ貸し出された。雄作の洋行に伴い『ミッキー』大破後は未来達の愛艇となる。
牛追い丸
南部老人所有のモーターボート。同じくヨット大会の練習用に随伴艇として参加。
シャノワール
ピンクに黒猫マークのディンギー。
ギャルズ・ノヴェラ
少女小説誌。西さやか、久米かおり他が執筆している。
「クドウ」のエンガディーナ
第3巻に登場。うららや朱海の好物。スイスのエンガディン地方の胡桃入りの焼き菓子エンガディナー・ヌストルテのこと。作中に登場し「ミッキーのおしゃれ読本」にて稲村ヶ崎支店（現存せず）が紹介された。洋菓子店「クドウ」は南林間、東林間、鵠沼に現存。
秀瑛会（しゅうえいかい）
大規模な仏教系の宗教団体。
アッチョンヤンガラ拳法
第8巻に登場。中国奥地に伝わる必殺拳。地面に転がりつつ、両手両足を最大限に活用する。と朱海と洋太郎が森戸海岸で殴り合った際、うららが警官に解説した架空武術。

## 既刊一覧
第1巻から第6巻までを俗に“中学編”と称されることもある。第7巻から第10巻までを“高校編”と作者自身が命名している。当初は中学編で終了予定で、作者も「この巻にて『おかみき』は幕となります」と第6巻のあとがきで公言していた。中学編と打って変わり、高校編は雰囲気がかなり「ハーディ」 である。
新装版にはサブタイトルが付いている。なお、以下の初版発行日及びISBN表記は、全て旧版の物である（当時の奥付は西暦ではなく元号表記）。

### 旧版
- 久美沙織（著） / めるへんめーかー（イラスト） 『丘の家のミッキー』 集英社〈集英社文庫コバルトシリーズ〉、全10巻
  1. 1983年9月15日第1刷発行、ISBN 4-08-610690-6
  2. 1985年1月15日第1刷発行、ISBN 4-08-610720-1
  3. 1985年7月15日第1刷発行、ISBN 4-08-610763-5
  4. 1986年1月15日第1刷発行、ISBN 4-08-610805-4
  5. 1986年4月15日第1刷発行、ISBN 4-08-610828-3
  6. 1986年7月15日第1刷発行、ISBN 4-08-610856-9
  7. 1987年7月15日第1刷発行、ISBN 4-08-611061-X
  8. 1987年10月15日第1刷発行、ISBN 4-08-611089-X
  9. 1988年4月10日第1刷発行、ISBN 4-08-611142-X
  10. 1988年7月10日第1刷発行、ISBN 4-08-611172-1

### 新装版
新装版にはサブタイトルが付いている。サブタイトルの頭の一字を順に繋げて読むと「おかのいえのみつきい」＝「丘の家のミッキー」となる。
- 久美沙織（著） / 竹岡美穂（イラスト） 『丘の家のミッキー』 集英社〈コバルト文庫〉、全10巻
  1. 「お嬢様はつらいよの巻」2001年6月10日第1刷発行（6月1日発売[11]）、ISBN 4-08-614871-4
  2. 「かよわさって罪なの？の巻」2001年6月10日第1刷発行（6月1日発売[12]）、ISBN 4-08-614872-2
  3. 「野の百合は暗くなるまで待てないの巻」2001年8月10日第1刷発行（7月27日発売[13]）、ISBN 4-08-614898-6
  4. 「行くべきか行かざるべきかの巻」2001年8月10日第1刷発行（7月27日発売[14]）、ISBN 4-08-614899-4
  5. 「永遠の麗美さまの巻」2001年10月10日第1刷発行（9月28日発売[15]）、ISBN 4-08-600023-7
  6. 「望んだものは天使の巻」2001年10月10日第1刷発行（9月28日発売[16]）、ISBN 4-08-600024-5
  7. 「未来進化するの巻」2002年2月10日第1刷発行（2月1日発売[17]）、ISBN 4-08-600073-3
  8. 「ツルへの恩返しの巻」2002年2月10日第1刷発行（2月1日発売[18]）、ISBN 4-08-600074-1
  9. 「きみといつまでもの巻」2002年4月10日第1刷発行（3月29日発売[19]）、ISBN 4-08-600100-4
  10. 「井の中の蛙世界に飛び出す!?の巻」2002年4月10日第1刷発行（3月29日発売[20]）、ISBN 4-08-600101-2

### 関連書籍
著者：久美沙織、めるへんめーかー。
- デュエット - （集英社文庫コバルトシリーズ / 1985年12月15日第1刷発行、ISBN 4-08-610800-3）

四季をテーマとした小説。
- ミッキーのおしゃれ読本 - （集英社文庫コバルトシリーズ / 1987年12月15日第1刷発行、ISBN 4-08-611107-1）

丘の家のミッキーのガイドブック。短編『トコちゃん in ピンク』『稲子さま in ブルー』が収録されている。
短編本文のみ、現在著者の個人サイトで閲覧が可能。

## LP
- 丘の家のミッキー（日本コロムビア/CX7290）

作詞、作曲、歌、全てが久美沙織のイメージアルバム。ジャケットはめるへんめーかー書き下ろし。

## クロスオーバー
『聖嘉津緒戦争』は、コバルトシリーズの『デュエット』収録の短編。「おかみき」本編とは直接の関連はないが、季節「秋」のパートに華雅学園出身の高校生が登場する。

### ストーリー
太平洋に面し、三方を山で囲まれた漁師町、嘉津緒（かつお）町。町を二分する網元派と仲買派が勢力争いを続ける中、彼らの見栄で建てられた私立嘉津緒女学館高校に転校生がやってきた。

### 登場人物
土佐 克緒（とさ かつお）
放送部の部長。町を二分する勢力の一つ、仲買人の元締め、鮮魚取引委員会常任理事のご令嬢。
星 美鈴（ほし みすず）
演劇部の部長。町を二分する勢力の一つ、網元、星水産社長のご令嬢。
瀬戸内 ゆかり（せとうち ゆかり）
放送部員。生魚が駄目。
花野 美也子（はなの みやこ）
華雅学園からやって来た転校生。「信長の野望」で培われた恐るべき陰謀を胸に秘めている。
鈴木 のり子（すずき のりこ）
放送部員。ゆかりの友達。田子を慕っている。
田子 大作（たご だいさく）
のり子の想い人。町の有り様を変えたいと思っている。